# О, Дримлэнд
«О, Дримлэнд» (англ. O Dreamland) — документальный короткометражный фильм режиссёра Линдсея Андерсона, снятый в 1953 году и впервые продемонстрированный в 1956 году в рамках первого показа работ движения «Свободное кино».

## Сюжет
В фильме иронично показан мир аттракционов, предлагаемых посетителю в парке развлечений «Дримлэнд» в Маргите. Здесь и музей пыток, в котором механические куклы в натуральную величину изображают казнь шпиона Розенберга на электрическом стуле или сожжение Жанны д'Арк, и игральные автоматы, и игра в бинго, и зоопарк, и глотатели огня и многое другое. Камера часто останавливается на лицах людей, наблюдающих за зрелищами, гуляющих по улице или обедающих в местном дешёвом ресторане.

## О фильме
Фильм снят силами всего двух человек — режиссёра и сценариста Линдсея Андерсона и Джона Флетчера, отвечавшего за технические вопросы. В их распоряжении была лишь одна 16-мм камера и аудиомагнитофон. В ленте отсутствует какой-либо закадровый комментарий, что характерно для эстетики движения «Свободное кино». Из-за технических трудностей с синхронизацией видео и аудио авторы были вынуждены экспериментировать с звуковым сопровождением: в нём часто повторяется дьявольский смех механических марионеток и чередующиеся друг с другом мелодии популярных песен («Hot Toddy» в исполнении Ted Heath Orchestra, «I Believe» в исполнении Фрэнки Лэйна, «Hold Me, Thrill Me, Kiss Me» в исполнении Мюриэл Смит).
После завершения работы над фильмом в 1953 году он отправился на полку. По словам Андерсона, «вы ничего не делаете с 10-минутным 16-мм фильмом. Он просто есть, вот и всё». Лишь в начале 1956 года, когда при участии Андерсона оформилось движение «Свободное кино», лента была включена в программу первого показа работ и вышла на широкий экран.